# Émile Lemasson
Pour les articles homonymes, voir Lemasson.
Émile Lemasson est un homme politique français né le 4 octobre 1848 à Clefs (Maine-et-Loire) et mort à Bry-sur-Marne le 16 janvier 1920.
Instituteur, puis notaire, il est conseiller municipal de Fougeré en 1880 et maire en 1894. Il est conseiller général en 1895. Il est député de Maine-et-Loire de 1899 à 1901, inscrit au groupe de la Gauche républicaine. Il démissionne de tous ses mandats en 1901 et revend sa charge de notaire. En 1914, lors du mariage de son fils, il est écrit qu'il est domicilié en Indochine.